# Ревизии в Великом княжестве Литовском

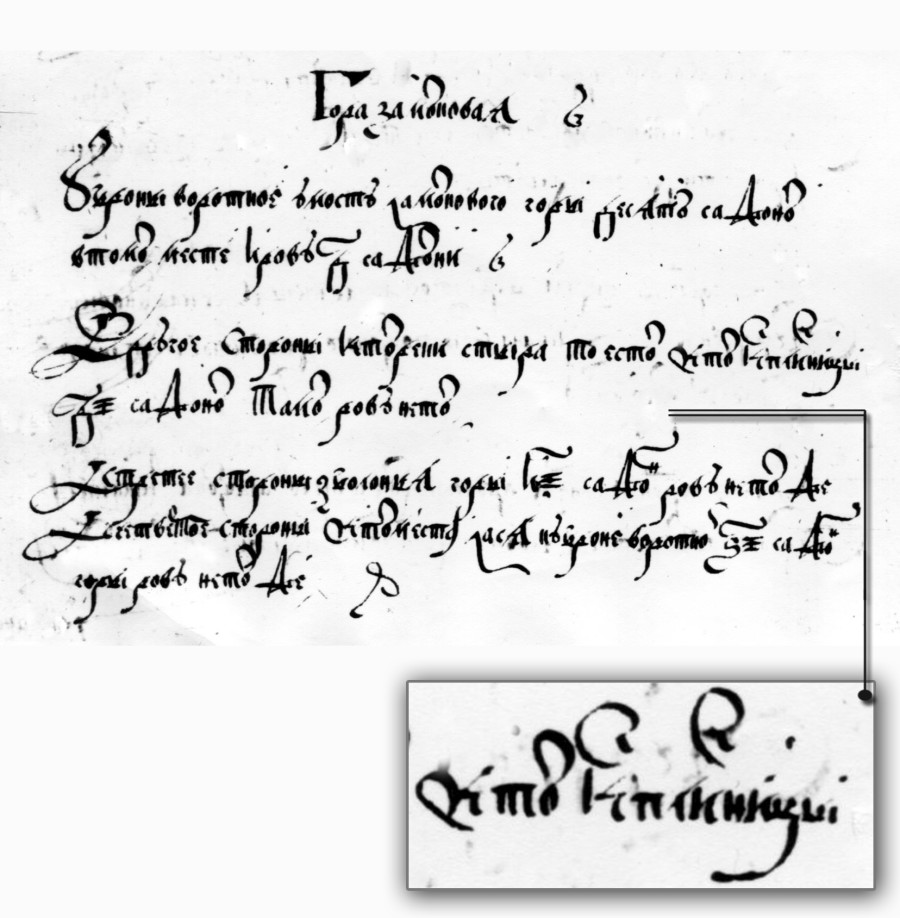
Фрагмент ревизии Луцкого замка 1552 года

Реви́зии в Великом княжестве Литовском (от лат. revisio, «пересматривать») ― проверка экономического состояния государственной недвижимости, определение доходности и установление налогов в казну; разновидность инвентарных описей.
В Великом княжестве Литовском проводились с XVI века как акты периодического контроля при передаче владений новому собственнику или должностному лицу, после военных разрушений и эпидемий, при проверке итогов проверки волочной померы, а также с целью получения средств на «кварцяное» (наёмное) войско.
Осуществлялось ревизорами (люстраторами), которые в итоге проверок составляли специальные документы ― ревизию (люстрация, опись, реестр). В них описывались замки, города, имения, жилые и хозяйственные строения, помещались известия о доходности хозяйства владельца, количество пахотной земли и скота, ремёсла и промыслы, аренда мельниц, корчмы (размер налога-капщины), и др.
Показывалось количество сёл во владениях и их названия, перечислялись крестьянские дворы, их хозяева, обозначались их земельные наделы и повинности.
Ранние ревизии:
- Полоцкая ревизия 1552 года[1].
- Ревизия пущ и переходов звериных 1559 года[2].
- Ревизия Пинского и Клецкого княжеств 1552—1555 годов[3].
- Ревизия Берестейского староства, Кобринской и Гродненской экономий, Бобруйского, Гомельского, Пропойского старотств и др[4].

Согласно сеймовому постановлению 1562 года общегосударственные люстрации должны были проводиться каждые 5 лет. Первая состоялась в 1563 году. В дальнейшем проводилась лишь в 1765 и 1789 годах. Чаще проводилась в отдельных воеводствах и владениях.
Были изданы также инвентари владений Сморгонь и Тимковичи.